# Sankt Lorenzen im Mürztal
Sankt Lorenzen im Mürztal is een gemeente in de Oostenrijkse deelstaat Stiermarken, en maakt deel uit van het district Bruck-Mürzzuschlag.
Sankt Lorenzen im Mürztal telt 3722 inwoners (2022) en ligt in het dal van de Mürz, halverwege Kindberg en Kapfenberg. Het deelt aan de Südbahn een station met het naburige Sankt Marein im Mürztal, dat direct aan de rivier ligt.
Even ten westen van Sankt Lorenzen staat het barokke slot Nechelheim.
Stadsgemeenten:
Bruck an der Mur · Kapfenberg · Kindberg · Mariazell · Mürzzuschlag

Marktgemeenten:
Aflenz · Breitenau am Hochlantsch · Krieglach · Langenwang · Neuberg an der Mürz · Sankt Barbara im Mürztal · Sankt Lorenzen im Mürztal · Sankt Marein im Mürztal · Thörl · Turnau

Overige gemeenten:
Pernegg an der Mur · Spital am Semmering · Stanz im Mürztal  · Tragöß-Sankt Katharein
- Gemeinsame Normdatei: 4380013-0
- Virtual International Authority File: 239623885
- WorldCat: E39PBJhCKPD7fRKJKHBHxYGrbd